# Champagné-le-Sec
Champagné-le-Sec é uma comuna francesa na região administrativa da Nova Aquitânia, no departamento de Vienne. Estende-se por uma área de 7,99 km². Em 2010 a comuna tinha 203 habitantes (densidade: 25,4 hab./km²).